# NGC 89
NGC 89は、NGC 87、NGC 88、NGC 92と相互作用銀河の関係にあり、ロバートの四つ子銀河を形成する棒渦巻銀河である。1834年9月30日にジョン・ハーシェルによって発見された。